# 셜록 홈즈의 모험 (영화)
셜록 홈즈의 모험(Adventures Of Sherlock Holmes)은 미국에서 제작된 앨프리드 L. 워커 감독의 1939년 범죄, 미스터리, 스릴러 영화이다. 배질 래스본 등이 주연으로 출연하였다.

## 출연

### 주연
- 배질 래스본

### 조연
- 나이절 브루스